# Sienna Miller
Sienna Rose Miller (Nueva York, 28 de diciembre de 1981) es una actriz, modelo y diseñadora de moda angloestadounidense.
Es principalmente conocida por sus actuaciones en películas como Factory Girl (2006), interpretando a Edie Sedgwick, Stardust (2007) dirigida por Matthew Vaughn, Interview (2007) dirigida por Steve Buscemi y la película para televisión The Girl (2012), donde interpretó a Tippi Hedren, por la cual recibió su primera nominación a los Globos de Oro en la categoría mejor actuación de una actriz en una miniserie o película hecha para la televisión.
En 2006, diseñó una cápsula de moda para Pepe Jeans.

## Primeros años
Sienna Miller nació en Nueva York, Estados Unidos, pero a los 18 meses de edad se trasladó a Chelsea, Londres, con su familia. Es hija de Edwin Miller, nacido en Pensilvania, Estados Unidos, un banquero de inversión, y luego, un comerciante de arte chino, que luego se unió a un culto espiritual y escribió un libro de autoayuda, y de la modelo Josephine "Jo" Miller, nacida en Sudáfrica pero de sangre inglesa, que dirigió la Academia de Arte de Lee Strasberg en Nueva York, fue secretaria de David Bowie y luego se convirtió en una instructora de yoga. Sienna tiene una hermana mayor, Savanna, que es diseñadora de moda. Sus padres se separaron cuando ella tenía seis años de edad. Sienna y Savannah se trasladaron a Parsons Green con su madre, que estaba bajo tratamiento para el cáncer de mama. Su padre volvió a casarse tres veces. Uno de sus matrimonios fue con Kelly Hoppen, una diseñadora de interiores inglesa, con la que permanecería durante 15 años antes de divorciarse, luego trasladándose a las Islas Vírgenes. Debido a estos matrimonios, Sienna tiene dos medio-hermanos, Charles y Stephen; y una ex hermanastra, Natasha Corrett (hija de Hoppen).
A los ocho años, Miller asistió a la Heathfield St Mary's School, un internado en Ascot, Berkshire, Inglaterra. Cuando cumplió 18 años, volvió a Nueva York y se inscribió en la Academia de Arte de Lee Strasberg.

## Carrera

### Modelo
Miller trabajó como modelo fotográfica con Tandy Anderson, de Select Model Management de Londres, y fue modelo para marcas como Coca-Cola, Vogue Italia, Prada y posó en topless en el Calendario Pirelli 2003. En el mismo año fue portada de la revista British Vogue. Sienna también ha estado estrechamente asociada con el estilo de la moda que se conoció como boho chic.
Miller firmó un contrato de dos años con Pepe Jeans London. La campaña publicitaria de los pantalones vaqueros apareció por primera vez en las revistas de marzo de 2006. En el mismo año posó para la revista Vanity Fair en topless y fumando un cigarrillo y volvió a ser tapa de la revista British Vogue. En 2007 fue tapa de la revista U.S. Vogue.
En 2009, fue embajadora del perfume de mujer BOSS Orange.
En 2013 Sienna y su pareja Tom Sturridge fueron la cara de la nueva campaña temporada Otoño / Invierno 2013/14 llamada "Trench Kisses" de la firma inglesa Burberry.
La campaña fue fotografiada por Mario Testino y estuvo bajo la dirección creativa de Cristopher Bailey.

### Actriz

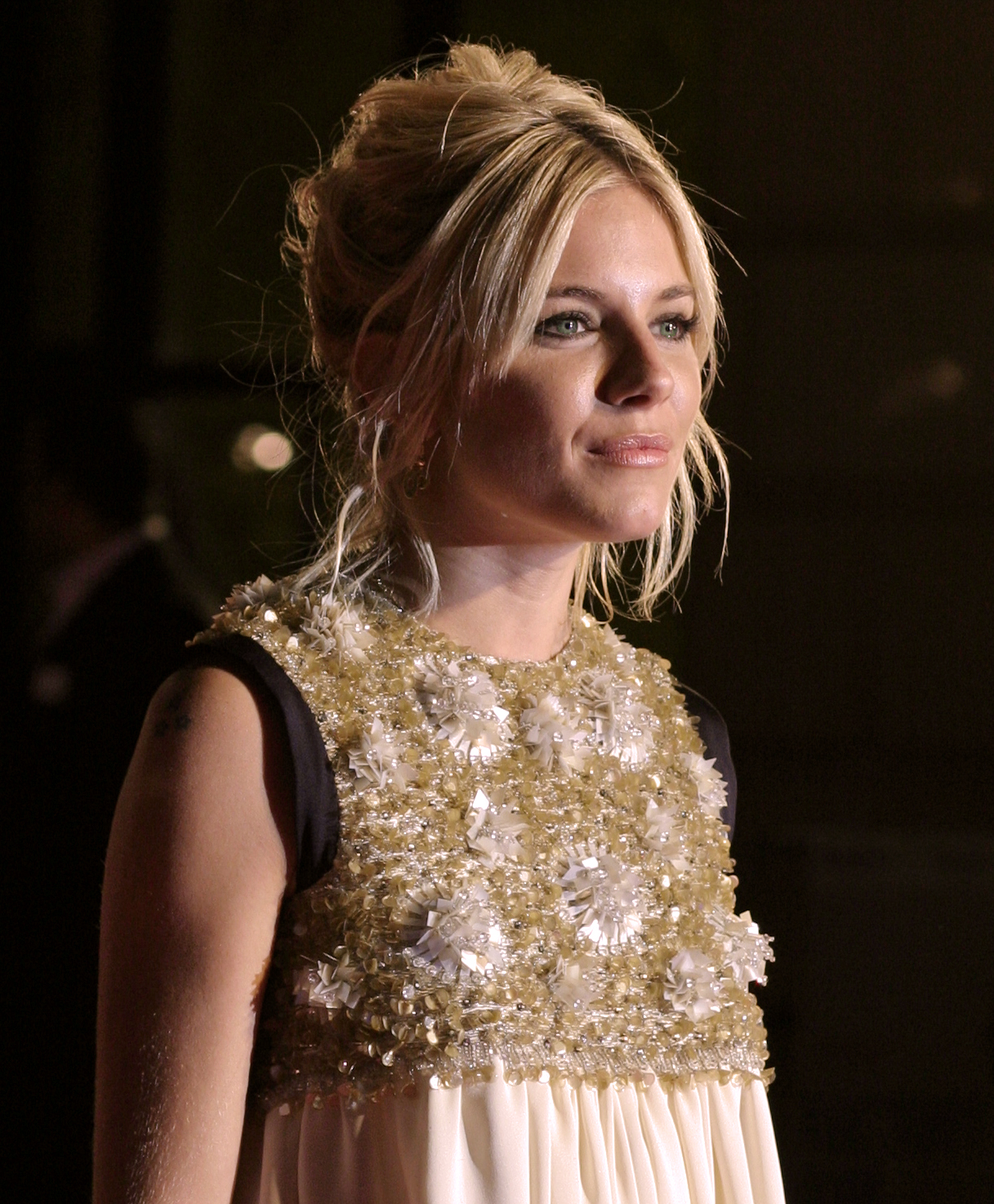
Miller en la premier de Factory Girl en Inglaterra

En el año 2001 hizo su debut en South Kensington, junto a Rupert Everett y Elle Macpherson, y más tarde tuvo un papel recurrente en la serie dramática de televisión Keen Eddie protagonizada por Mark Valley. En 2004, Miller tuvo un papel de apoyo en la adaptación de Alfie, con Jude Law y en Layer Cake junto a Daniel Craig.
En 2005 tuvo un papel protagonista junto a Heath Ledger en la película de época Casanova. Un año después protagonizó Factory Girl, una película basada en la vida de Edie Sedgwick, una muchacha de la alta sociedad en la década de 1960 y la musa de Andy Warhol.
En 2007 protagonizó Interview dirigida por Steve Buscemi. Su actuación le valió una nominación como mejor actriz en los Independent Spirit Awards de ese año. También formó parte del reparto de la película de fantasía épica Stardust junto a Michelle Pfeiffer y Robert De Niro.
En 2008, Miller apareció en la versión cinematográfica de la novela del escritor Michael Chabon, The Mysteries of Pittsburgh, y filmó En el límite del amor, junto a Keira Knightley, quien interpreta a su amiga Vera Phillips, y a Matthew Rhys que interpreta a Dylan Thomas, su esposo en la ficción.

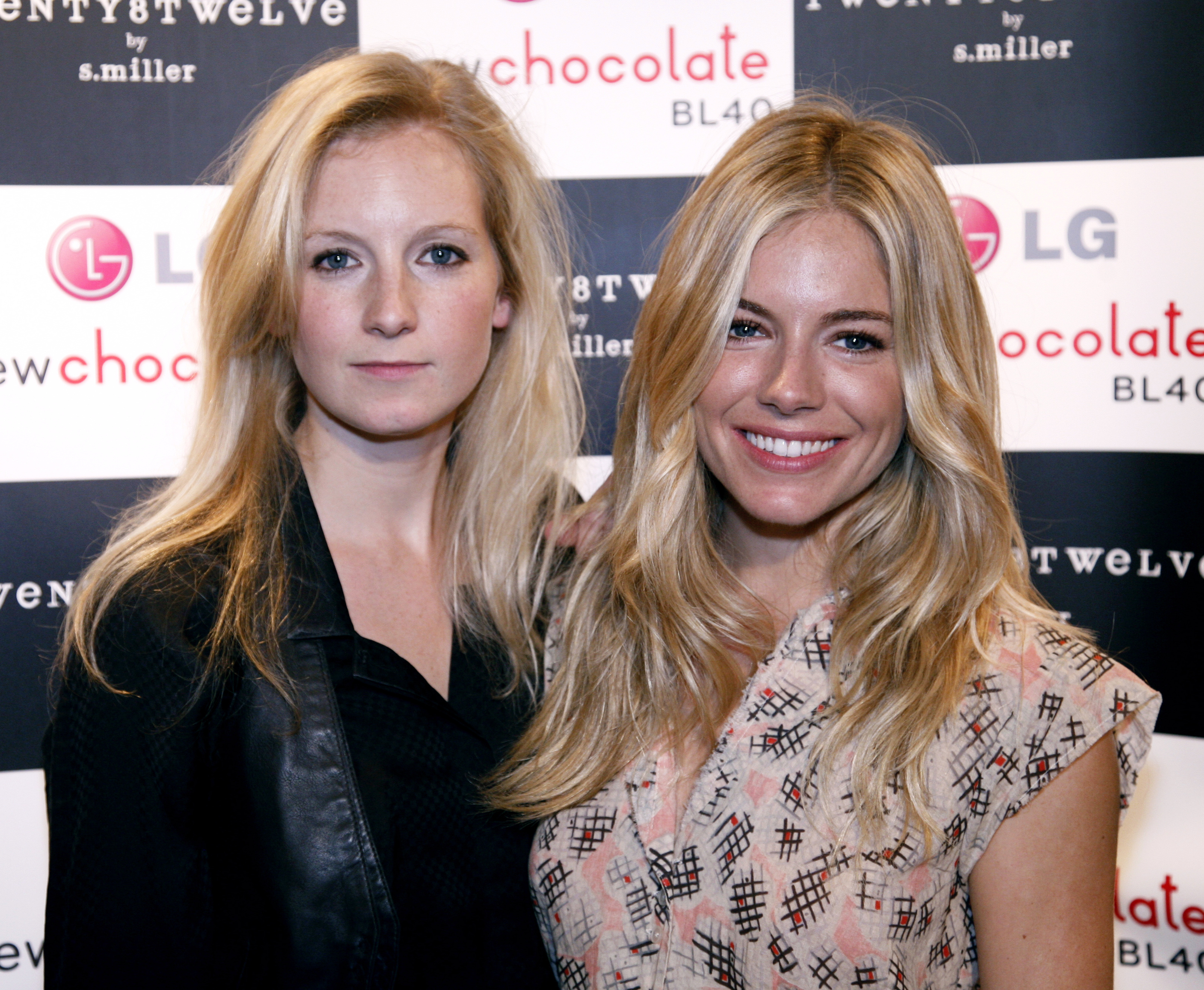
Savannah y Sienna Miller en 2009.

En 2009 trabajó en la adaptación de G.I. Joe, G.I Joe: El origen de Cobra, interpretando a Ana Lewis / Baroness. La película recaudó 54 millones de dólares en EE. UU. en su primer fin de semana de estreno. El mismo año, Miller protagonizó la parodia de la película de Mamma Mia!, Comic Relief, junto a las comediantes inglesas Dawn French y Jennifer Saunders.
En 2010 apareció en la película Hippie Hippie Shake, una producción de Working Title, protagonizada por Cillian Murphy, y desempeñó el papel protagonista de Patrick Marber After Miss Julie en Broadway.
En 2011, interpretó el papel de Patricia en la producción londinense de la trayectoria de bengala en el Theatre Royal Haymarket.
En 2012, Sienna interpretó 5 películas. Entre ellas está la película hecha para televisión The Girl, coprotagonizada por Toby Jones, por la cual obtuvo su primera nominación a los Globos de Oro en la categoría Mejor Actuación de una Actriz en una Mini-Serie o Película hecha para la televisión. La película trata sobre la turbulenta relación entre el cineasta Alfred Hitchcock y la actriz Tippi Hedren.
En 2013 Miller coprotagonizó A Case of You junto a Justin Long y Evan Rachel Wood. La película se estrenó en el Festival de Cine de Tribeca de ese mismo año.
En 2014 formó parte del Foxcatcher, un film dramático dirigido por Bennett Miller y protagonizado por Steve Carell, Channing Tatum y Mark Ruffalo que se encuentra basado en la autobiografía del medallista de oro olímpico de lucha libre Mark Schultz. La película se estrenó el 19 de mayo en el Festival de Cannes donde se encontraba seleccionada para competir por la Palma de Oro en la sección principal de la competencia.

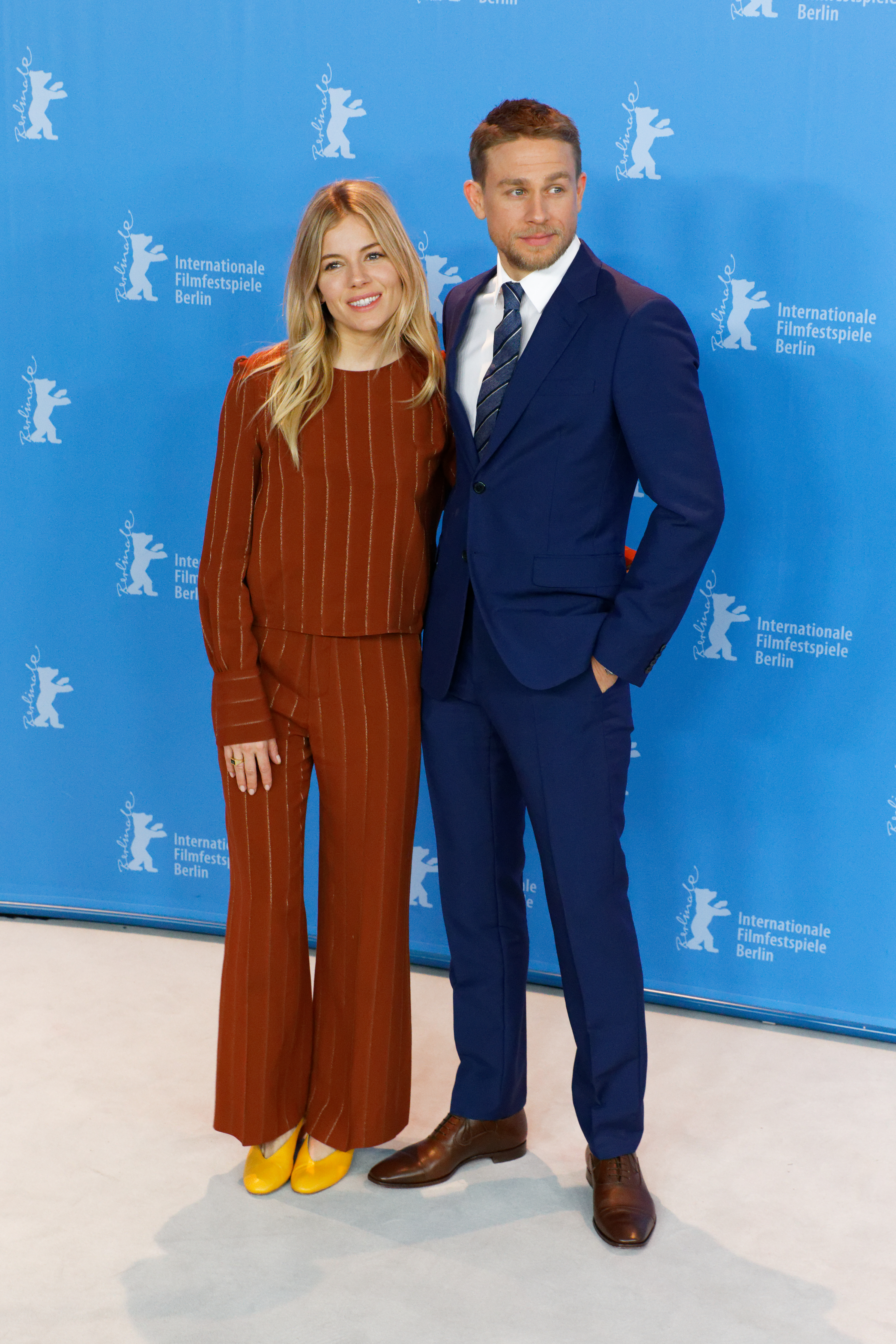
Sienna Miller y Charlie Hunnam durante la rueda de prensa en la promoción de la película The Lost City of Z en Berlín en 2017

En 2017 protagonizó junto con Charlie Hunnam y Robert Pattinson la película The Lost City of Z.

### Diseñadora de moda
En 2006, se anunció que Miller tendría que diseñar una cápsula de moda para Pepe Jeans, el proyecto se amplió más tarde al convertirse en una marca de moda completa. Se llama Twenty8Twelve, que debe su nombre a la fecha de nacimiento de Sienna y el respaldo financiero de Pepe Jeans. La colección, que Miller diseñó con su hermana Savannah, diseñadora de moda profesional, se puso en marcha en septiembre de 2007.

## Filantropía
Miller es la embajadora mundial de International Medical Corps con los que viajó a la República Democrática del Congo en abril de 2009, y se mantiene un blog sobre sus experiencias. Sienna también visitó Haití con el grupo después del terremoto de Haití en 2010. Miller también trabajó junto a Global Cool durante su campaña Eco friendly en 2007.
Sienna es una embajadora de la sucursal del Reino Unido de Starlight Children's Foundation, que trabaja con niños gravemente enfermos y sus familias, con viajes y estadías a hospitales de todo el mundo.
Además, Miller, apoya a Breast Cancer Haven, un centro de ayuda contra el cáncer de mama que ofrece un programa de ayuda gratuito, información y terapias complementarias para cualquier afectado por la enfermedad.

## Vida privada

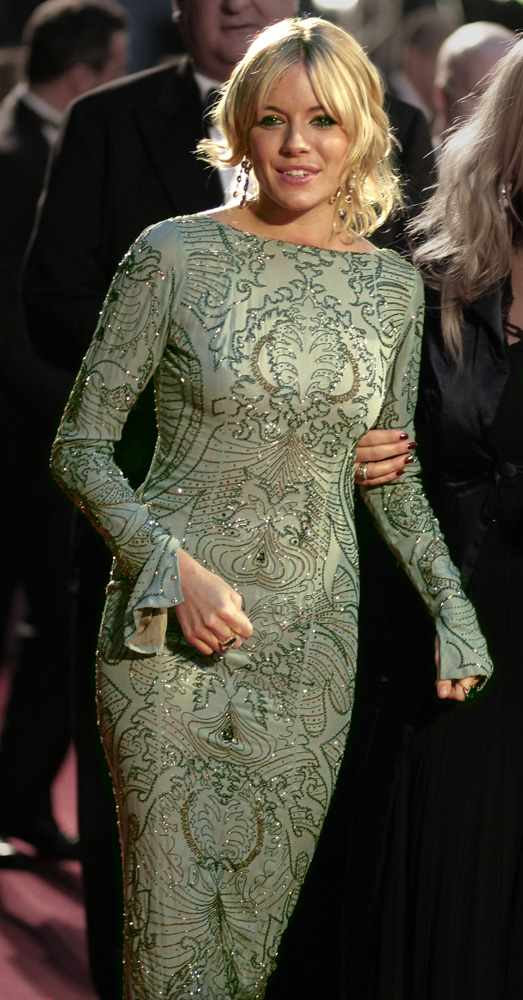
Sienna Miller en la entrega de los Premios BAFTA 2007

En 2004, durante la filmación de Alfie, Sienna conoció al actor británico Jude Law. La relación entre ambos fue frecuentemente objeto de atención en la prensa rosa. En la Navidad de 2004 la pareja se comprometió. Sin embargo, el 18 de julio de 2005, Law se disculpó públicamente con Sienna por tener una aventura amorosa con Daisy Wright, la niñera de sus hijos con su exesposa (la actriz inglesa Sadie Frost). Al mismo tiempo, se rumoreaba que Sienna estaba teniendo una relación con un amigo de Law, el también actor Daniel Craig. Después de intentar salvar su relación, Miller y Law finalmente se separaron el mes de noviembre del mismo año.
En junio del año 2007 empezó una relación con el actor británico Rhys Ifans. La pareja se comprometió en el año 2008, y unos meses después del compromiso se informó que Miller había terminado la relación con Ifans. Ambos tienen tatuada una golondrina en la muñeca derecha.
En junio de 2008, Miller tuvo una relación muy publicitada con el actor Balthazar Getty. Más tarde, Sienna demandó a dos tabloides británicos por haber publicado fotos que los mostraban juntos. La relación concluyó en abril de 2009.
Desde el mes de agosto del año 2009 hasta octubre del mismo año, Sienna mantuvo una relación con el DJ George Barker.
En diciembre de 2009 se dio a conocer que Miller y Jude Law, estaban saliendo nuevamente tras reencontrarse, ya que ambos protagonizaban espectáculos en Broadway a finales de dicho año. Pasaron la Navidad de 2009 en Barbados, junto con tres de los hijos de Law. A comienzos de 2011 se anunció que la pareja había terminado nuevamente.
En febrero de 2011 Sienna empezó a salir con el actor británico Tom Sturridge. El 6 de enero de 2012 se informó que ambos estarían esperando la llegada de su primer hijo. La pareja se comprometió en febrero del mismo año y el 8 de julio de 2012, Sienna dio a luz a su hija en Londres, a la que llammó Marlowe Ottoline Layng.
En agosto de 2023, se hizo público que estaba esperando su segundo hijo, el primero con su novio Oli Green. El 2 de enero de 2024 nació su segundo hijo.
Sienna posee dos pasaportes, el británico y estadounidense, y adquirió su licencia de conducir por primera vez en las Islas Vírgenes de los Estados Unidos, ya que era más fácil aprobar el examen allí, algo que le permite conducir tanto en los Estados Unidos como en el Reino Unido.

### Shitsburgh
Durante su estadía en Pittsburgh, Pensilvania, mientras trabajaba en The Mysteries of Pittsburgh, Sienna hizo comentarios despectivos sobre la ciudad, refiriéndose a Pittsburgh como "Shitsburgh" (Mierdaburgo), en una entrevista para la revista Rolling Stone en octubre de 2006. Luego se disculparía, mencionando que su padre se crio en el oeste de Pensilvania a solo 135 kilómetros de Pittsburgh.

### Escuchas telefónicas
Después de una audiencia en el Tribunal Superior en mayo de 2011, Sienna Miller manifestó su voluntad de aceptar la suma de 100.000 libras esterlinas en concepto de indemnización por daños y perjuicios de News of the World, después de que el periódico admitiera que había intervenido ilegalmente el teléfono de la actriz. En noviembre de 2011 aportó pruebas a la investigación Leveson. Al término de la misma, Miller declaró:

«A menudo me encuentro a mí misma casi todos los días, yo tenía 21 años, corriendo sola a medianoche por una calle oscura con 10 hombretones persiguiéndome. El hecho de que todos llevaran una cámara en las manos significaba que todo era legal. Pero si le quitas las cámaras, ¿qué tienes? Tienes un grupo de hombres que persiguen a una mujer, y obviamente eso es una situación muy intimidante para estar en ella.»

## Filmografía

### Cine
| Año  | Título                                 | Papel                                      | Notas |
| ---- | -------------------------------------- | ------------------------------------------ | ----- |
| 2001 | South Kensington                       | Sharon                                     |       |
| 2002 | High Speed                             | Savannah                                   |       |
| 2003 | The Ride                               | Sara                                       |       |
| 2004 | Layer Cake                             | Tammy                                      |       |
| 2004 | Alfie                                  | Nikki                                      |       |
| 2005 | Casanova                               | Francesca                                  |       |
| 2006 | Factory Girl                           | Edie Sedgwick                              |       |
| 2007 | Interview                              | Katya                                      |       |
| 2007 | Stardust                               | Victoria                                   |       |
| 2008 | Camille                                | Camille Foster                             |       |
| 2008 | Misterios de Pittsburgh                | Jane Bellwether                            |       |
| 2008 | A Fox's Tale                           | Darcey                                     | Voz   |
| 2008 | En el límite del amor                  | Caitlin Thomas                             |       |
| 2009 | G.I Joe: El origen de Cobra            | Ana Lewis/Anastascia DeCobray/The Baroness |       |
| 2010 | Hippie Hippie Shake                    | Louise Ferrier                             |       |
| 2012 | Yellow                                 | Xanne                                      |       |
| 2012 | Two Jacks                              | Diana                                      |       |
| 2012 | Just Like a Woman                      | Marilyn                                    |       |
| 2012 | Nous York                              | La star/ The Movie Star                    |       |
| 2013 | A Case of You                          | Sarah                                      |       |
| 2014 | Foxcatcher                             | Nancy Schultz                              |       |
| 2015 | Mississippi Grind                      |                                            |       |
| 2015 | Business or Pleasure                   |                                            |       |
| 2015 | American Sniper                        | Taya Renae Kyle                            |       |
| 2015 | Black Mass                             | Catherine Greig                            |       |
| 2015 | High Rise                              | Charlotte                                  |       |
| 2015 | Una buena receta (Burnt)               | Helene                                     |       |
| 2015 | Unfinished Business                    |                                            |       |
| 2016 | The Lost City of Z                     | Nina Fawcett                               |       |
| 2016 | Live by Night                          | Emma Gould                                 |       |
| 2017 | The Private Life of a Modern Woman     | Vera Lockman                               |       |
| 2018 | The Burning Woman                      |                                            |       |
| 2018 | The Catcher Was a Spy                  | Estella Huni                               |       |
| 2019 | 21 Bridges                             |                                            |       |
| 2024 | Horizon: An American Saga - Capítulo 1 | Hayes Ellison                              |       |
| 2024 | Horizon: An American Saga - Capítulo 2 | Hayes Ellison                              |       |

## Premios y nominaciones
| Año  | Premio                            | Categoría                              | Trabajo nominado            | Resultado |
| ---- | --------------------------------- | -------------------------------------- | --------------------------- | --------- |
| 2003 | Teen Choice Award                 | Estrella Femenina Emergente de TV      | Keen Eddie                  | Nominada  |
| 2005 | Empire Awards UK                  | Mejor Artista Revelación               | Alfie y Layer Cake          | Nominada  |
| 2007 | Environmental Media Awards        | EMA Futures Award                      |                             | Ganadora  |
| 2008 | BIFA Award                        | Mejor Actriz de Reparto                | En el límite del amor       | Nominada  |
| 2008 | Independent Spirit Awards         | Mejor Actriz                           | Interview                   | Nominada  |
| 2008 | London Film Critics Circle Awards | Actriz Británica del Año               | Interview                   | Nominada  |
| 2009 | ShoWest Awards                    | Mejor Actriz de Reparto                | En el límite del amor       | Ganadora  |
| 2010 | Premios Razzie                    | Peor Actriz de Reparto                 | G.I Joe: El origen de Cobra | Ganadora  |
| 2010 | Teen Choice Award                 | Mejor Actriz Película: Acción Aventura | G.I Joe: El origen de Cobra | Nominada  |
| 2013 | BAFTA TV Awards                   | Mejor Actriz                           | The Girl                    | Nominada  |
| 2013 | Broadcasting Press Guild Awards   | Mejor Actriz                           | The Girl                    | Nominada  |

### Premios Globo de Oro
| Año  | Categoría                                                                          | Trabajo nominado | Resultado |
| ---- | ---------------------------------------------------------------------------------- | ---------------- | --------- |
| 2013 | Mejor actuación de una actriz en una miniserie o película hecha para la televisión | The Girl         | Nominada  |

### Premios BAFTA
| Año  | Categoría                             | Resultado |
| ---- | ------------------------------------- | --------- |
| 2008 | Premio Orange a la estrella emergente | Nominada  |

### Premios Satellite
| Año  | Categoría                                                                          | Trabajo nominado | Resultado |
| ---- | ---------------------------------------------------------------------------------- | ---------------- | --------- |
| 2012 | Mejor actuación de una actriz en una miniserie o película hecha para la televisión | The Girl         | Nominada  |